# 1979 au cinéma
| Années du cinéma : 1976 - 1977 - 1978 - 1979 - 1980 - 1981 - 1982    |
| Décennies du cinéma : 1940 - 1950 - 1960 - 1970 - 1980 - 1990 - 2000 |

Cet article présente les faits marquants de l'année 1979 au cinéma.

## Principaux films de l'année
- Alien, film de science-fiction de Ridley Scott.
- L'Amateur :  film de Krzysztof Kieślowski
- Apocalypse Now, film de Francis Ford Coppola.
- Bako, l'autre rive, film de Cheik Doukouré.
- Les Bronzés font du ski, comédie de Patrice Leconte.
- Buffet froid, comédie noire de Bertrand Blier avec Gérard Depardieu, Bernard Blier, Jean Carmet, Geneviève Page et Carole Bouquet - sortie le 19 décembre.
- Caligula, péplum de Tinto Brass.
- C'était demain (Time After Time), film de science-fiction de Nicholas Meyer.
- Le Champion (The Champ) : film de Franco Zeffirelli.
- Le Christ s'est arrêté à Eboli : film historique de Francesco Rosi.
- La Dérobade de Daniel Duval, avec Miou-Miou
- La Drôlesse de Jacques Doillon.
- Elle (10), comédie de Blake Edwards.
- La Fille de Prague avec un sac très lourd de Danielle Jaeggi.
- Flic ou voyou, policier de Georges Lautner.
- Force One, film de Paul Aaron avec Chuck Norris
- Hair, film musical de Miloš Forman.
- I... comme Icare, film policier d'Henri Verneuil.
- Kramer contre Kramer, drame de Robert Benton, avec Meryl Streep et Dustin Hoffman (5 oscars dont celui du meilleur film)
- La Luna, film italo-américain de Bernardo Bertolucci.
- Manhattan, comédie de Woody Allen.
- Moonraker, film de la série James Bond réalisé par Lewis Gilbert
- Norma Rae de Martin Ritt, avec Sally Field (oscar de la meilleure actrice et prix d'interprétation à Cannes)
- Que le spectacle commence, comédie musicale de Bob Fosse (Palme d'or (ex æquo) l'année suivante).
- Le Rouge de Chine de Jacques Richard.
- Série noire d'Alain Corneau, avec Patrick Dewaere.
- Superman de Richard Donner avec Christopher Reeve
- Le Tambour : drame psychologique de Volker Schlöndorff (Palme d'or ex-aequo du Festival de Cannes).
- Tess de Roman Polanski, avec Nastassja Kinski (3 césars dont celui du meilleur film).
- La Troisième Génération : drame allemand de Rainer Werner Fassbinder avec Eddie Constantine, Bulle Ogier.
- La vie est belle (La vita è bella), film italien réalisé par Grigori Chukhrai.

## Festivals

### Cannes
- Le Tambour, de Volker Schlöndorff et Apocalypse Now, de Francis Ford Coppola, Palme d’or à Cannes.

### Autres festivals
- 6e édition du Festival panafricain du cinéma et de la télévision de Ouagadougou (Fespaco). Baara, de Souleymane Cissé (Mali) obtient le grand prix (Étalon de Yennenga).

## Récompenses

### Oscars
- Kramer contre Kramer de Robert Benton remporte l'Oscar du meilleur film.

### Césars
- Meilleur film : L'Argent des autres de Christian de Chalonge
- Meilleur réalisateur : Christian de Chalonge pour L'Argent des autres
- Meilleur acteur : Michel Serrault dans La Cage aux folles d'Édouard Molinaro
- Meilleure actrice : Romy Schneider pour Une histoire simple
- Meilleur second rôle masculin : Jacques Villeret dans Robert et Robert
- Meilleur second rôle féminin : Stéphane Audran pour Violette Nozière
- Meilleur film étranger : L'Arbre aux sabots d'Ermanno Olmi

### Evening Standard British Film Awards
- Meilleur comédie : La Malédiction de la panthère rose

## Box-office

### France
| Class.                     | Titre                               | Pays                  | Réalisateur          | Box-Office France |
| -------------------------- | ----------------------------------- | --------------------- | -------------------- | ----------------- |
| 1.                         | Le Gendarme et les Extra-terrestres |                       | Jean Girault         | 6 280 070 entrées |
| 2.                         | Apocalypse Now                      | États-Unis d'Amérique | Francis Ford Coppola | 4 537 431 entrées |
| 3.                         | Flic ou voyou                       |                       | Georges Lautner      | 3 950 691 entrées |
| 4.                         | Et la tendresse ? Bordel !          |                       | Patrick Schulmann    | 3 359 170 entrées |
| 5.                         | Moonraker                           |                       | Lewis Gilbert        | 3 171 274 entrées |
| Source : cbo-boxoffice.com |                                     |                       |                      |                   |

### États-Unis
1. x
2. x
3. x

## Principales naissances
- 16 janvier : Aaliyah, actrice américaine († 25 août 2001)
- 20 janvier : Sargis Galstyan
- 27 janvier : Rosamund Pike
- 9 février : Zhang Ziyi
- 25 mars : Lee Pace
- 4 avril : Heath Ledger, acteur australien († 22 janvier 2008)
- 15 avril : Luke Evans
- 19 avril : Kate Hudson
- 21 avril : James McAvoy
- 22 mai : Maggie Q
- 21 juin : Chris Pratt
- 3 juillet : Ludivine Sagnier
- 24 juillet : Rose Byrne
- 1er août : Jason Momoa
- 3 août : Evangeline Lilly
- 5 novembre : Tarek Boudali
- 13 novembre : Riccardo Scamarcio
- 14 novembre : Olga Kurylenko
- 22 novembre : Aurélien Ringelheim

## Principaux décès

### Premier trimestre
- 19 janvier : Paul Meurisse, acteur français
- 12 février : Jean Renoir, réalisateur français

### Deuxième trimestre
- 19 avril : Boris Kimiagarov, réalisateur soviétique
- 26 mai : George Brent, acteur américain
- 1er juin : Jack Mulhall, acteur et producteur américain
- 11 juin : John Wayne, acteur et réalisateur américain

### Troisième trimestre
- 22 juillet : Alfred Rode, musicien, acteur, réalisateur et producteur de cinéma français.
- 8 septembre : Jean Seberg, actrice américaine
- 10 septembre : Franklin Adreon, réalisateur américain
- 11 septembre : Alexeï Kapler, cinéaste et acteur soviétique

### Quatrième trimestre
- 15 décembre : Pavel Massalski, acteur soviétique
- 16 décembre : Jean-Louis Allibert, acteur français
- 22 décembre : Darryl F. Zanuck, producteur et cinéaste américain
- 25 décembre : Joan Blondell, actrice américaine